# Stromiecka Wola
Stromiecka Wola es un pueblo de Polonia en Mazovia. Se encuentra en el distrito (Gmina) de Stromiec, perteneciente al condado (Powiat) de Białobrzegi. Se encuentra aproximadamente a 3 km al oeste de Stromiec, a 8 km al este de Białobrzegi, y a 65 km al sur de Varsovia. Su población es de 280 habitantes.
Entre 1975 y 1998 perteneció al voivodato de Radom.